# Stilpon de Mégare
Stilpon, en grec Στίλπων, est un philosophe grec du IVe siècle av. J.-C. (v. -360 — mort après -280). Il appartenait à l'école mégarique, spécialisée dans la dialectique de type éristique. Connu dans toute la Grèce, c'est lui qui a popularisé l'art de la joute oratoire.

## Biographie
Natif de Mégare, Stilpon devint l'auditeur de deux disciples d'Euclide de Mégare, à savoir Thrasymaque de Corinthe et Pasiclès de Thèbes (frère de Cratès), et fréquenta Diogène de Sinope ainsi que, peut-être (bien que la chose soit très improbable), Euclide de Mégare lui-même. Son activité commença vers 320 av. n.è. et lui valut assez vite une notoriété qui ne fit que croître avec le temps. Stilpon savait, mieux qu'aucun autre maître de cette époque, détacher les adeptes des écoles concurrentes pour en faire ses propres disciples en exerçant sur eux une sorte de fascination. Il eut ainsi pour élèves Métrodore le Théorématique et Timagoras de Géla (deux ex-disciples de Théophraste), l'historien d'Alexandre Clitarque d'Alexandrie et Simmias de Syracuse, tous deux précédemment auditeurs d'Aristote le Cyrénaïque, Phrasidème le Péripatéticien, le Cynique Cratès de Thèbes, le Pyrrhonien Timon de Phlionte, le Socratique Ménédème d'Érétrie et son ami Asclépiade de Phlionte, et, d’après Héraclide Lembos, Zénon de Kition, l'illustre fondateur du stoïcisme . À ces noms, il faut peut-être ajouter celui du Cynique Philiscos d'Égine.
Stilpon aurait causé, malgré lui, la mort de son confrère et rival le Mégarique Diodore Cronos, en lui posant, au cours d'un banquet donné à Alexandrie par Ptolémée Sôter, un problème difficile : Diodore, incapable de le résoudre et se sentant humilié devant le roi, aurait quitté le festin, serait rentré chez lui le temps d'écrire un traité non conclusif (aporétique) sur ledit problème, puis se serait donné la mort.
Ce dialecticien redoutable paraît avoir été, dans le commerce quotidien, un homme « simple, sans affectation et bien disposé envers les gens ordinaires ».
Stilpon, marié, a pour maîtresse Nicarété, sa disciple, de bonne naissance et de grande culture. De sa femme lui naît une fille, laquelle mène une vie dissolue sans qu'il paraisse s'en préoccuper et épouse Simmias de Syracuse, disciple venu du cyrénaïsme.
Le renom de Stilpon était grand même à Athènes et s'étendit à tout le monde grec. Il ne semble pas que son penchant notoire pour le vin et les femmes — contre lequel, nous dit Cicéron, il lutta victorieusement avec les armes de la philosophie —, ait terni sa réputation.
Fortement impliqué dans la vie politique de Mégare, Stilpon a droit aux égards de Ptolémée Sôter et de Démétrios Poliorcète, lorsque l'un après l'autre (307-306 av. n. è.) ils se rendent maîtres de la cité.
Après avoir, en -306, chassé Cassandre de Mégare, Démétrios Poliorcète, soucieux du sort de Stilpon, le fait rechercher et amener, et lui demande si — d'aventure et par erreur —, on lui a pris quelque chose. Le  philosophe répond : « Rien du tout ! Je n’ai vu personne emporter ma science. ». Dans un second entretien, comme Démétrios, qui a fait main basse sur tous les esclaves de Mégare, se vante de laisser la cité entièrement libre, Stilpon confirme avec une ironie cinglante : « C'est exact : tu ne nous as pas laissé un seul esclave. ». Sénèque donne de l'anecdote une version plus héroïque : selon lui, le philosophe a perdu ses enfants et son épouse dans l'attaque et l'incendie de la ville, mais n'en répond pas moins à Démétrios qu'il a « tous ses biens avec lui », c'est-à-dire toutes ses qualités (justice, vertu, sagesse), lesquelles sont inaliénables,.
Selon la tradition, Stilpon aurait délibérément hâté sa mort en buvant du vin.

## Œuvres
Diogène Laërce commence par citer Stilpon parmi les philosophes qui, « selon certains », n'ont laissé aucun écrit ; mais dans la notice qu'il lui consacre plus loin, il lui attribue neuf dialogues « au style ampoulé ». La seconde affirmation est partiellement confirmée par l'existence de quelques fragments de ses œuvres, transmis par un philosophe du IIIe siècle av. J.-C., Télès de Mégare. Dans ces dialogues, probablement d'inspiration socratique (le titre étant le nom d'un personnage), l'auteur pouvait apparaître en personne et apporter la contradiction à des adversaires sur des sujets philosophiques. Tel est du moins le cas du Métroclès, cité dans un lexique ancien, le Lexicon Patmense ; c'est d'ailleurs le seul fragment original de Stilpon qui ait survécu,.
Voici la liste des neuf dialogues stilponiens énumérés par Diogène Laërce :
- Moschos : un élève de Phédon d'Élis selon Diogène Laërce[10]
- Aristippe ou Callias : peut-être Aristippe l'ancien et le riche Callias mentionné par Platon, Xénophon et Eschine[10]
- Ptolémée : probablement Ptolémée Ier[10]
- Chérécrate, Xénophon et Platon parlent d'un Chérécrate et d'un Épigène appartenant au cercle de Socrate mais impossible de savoir si ce sont les personnages des dialogues de Stilpon[10]
- Métroclès : le philosophe cynique[10]
- Anaximène : peut-être Anaximène de Lampsaque[10]
- Épigène : même problème que pour Chérécrate. Il serait un fils de Criton d'Athènes selon Diogène Laërce[10]
- À sa fille : le titre correspond plus à une lettre[10]
- Aristote : le Stagirite ou Aristote de Cyrène[10]

## Sa doctrine philosophique
Stilpon, selon Diogène Laërce, récusait les Idées platoniciennes ; le même passage a longtemps fait penser qu'il rejetait aussi l'universel, mais Robert Muller affirme le contraire : « Comme il était très habile en éristique, il allait jusqu'à dire que quand on dit "homme", on ne dit personne, car on ne dit ni cet homme-ci, ni cet homme-là. Pourquoi en effet serait-ce plutôt celui-ci que celui-là ? Par conséquent, ce n'est pas non plus celui-ci. Ou encore : le "légume" n'est pas ce légume qu'on me montre, car le légume existait il y a plus de dix mille ans. Ce n'est donc pas ce légume-ci ».
Selon R. Muller, Stilpon, loin de nier l'universel, ne reconnaît que celui-ci : il faut voir dans les lignes précitées « une critique de l'Idée platonicienne, en tant que celle-ci implique justement une participation du sensible à l'universel ». Dans son pamphlet Contre Colotès, où il prend vivement la défense des philosophes que  l'Épicurien Colotès avait attaqués dans un traité rédigé vers -260, Plutarque entreprend de réfuter (1119-1120) l'accusation faite à Stilpon de « rendre la vie impossible » par le refus de toute affirmation consistant à attribuer un prédicat général à un sujet individuel ; mais il se contente presque, après avoir loué Stilpon pour sa vertu et la valeur de ses maximes, de ranger son argumentation parmi les exercices dialectiques, et ne nous apprend pas grand-chose sur le fond de sa doctrine, dont l'interprétation est encore objet de débats à l'heure actuelle.
Stilpon affiche à l'égard des dieux une liberté de parole et de pensée (en grec παρρησία / parrhesía) frisant la désinvolture et non exempte d'ironie, mais reste assez prudent pour éviter la négation qui lui aurait valu sans doute un procès pour impiété (graphè asebéias). Il est même possible qu'il ait eu l'intelligence d'assumer un sacerdoce, si l'on croit Plutarque quand il laisse entendre que Stilpon fut prêtre de Poséidon.
En matière de morale, l'influence de Stilpon sur son disciple Zénon de Kition se devine dans plusieurs positions prises par le fondateur du Portique (notamment sur le fait que le sage doit se marier, procréer et participer à la vie politique) et l'opposant diamétralement aux Épicuriens. Certaines sentences ou réponses attribuées au philosophe de Mégare, d'autre part, montrent qu'il prisait l'autarkeia (autarcie, auto-suffisance) du sage — valeur peu compatible avec le culte épicurien de l'amitié —, et qu'il prônait la recherche de l'apathie (ἀπάθεια / apátheia), qui deviendra l'objectif des Stoïciens.

### Sources
- Diogène Laërce, Vies, doctrines et sentences des philosophes illustres [détail des éditions] (lire en ligne), Livre II (113-120).
- Plutarque, Vies parallèles [détail des éditions] [lire en ligne]

### Études
- Robert Muller :
  - Introduction à la pensée des Mégariques. Paris, J. Vrin, 1988 (235 p.).
  - Les Mégariques. Fragments et témoignages. Paris, J. Vrin, 1985 (258 p.).
- Jan Opsomer , « The lives and opinions of Socrates and Stilpo as defended by Plutarch against the insidious yet ignorant attacks of Colotes », in Aitia. Regards sur la culture hellénistique au XXIe siècle (3/2013 )